# 瑞典皇家劇院

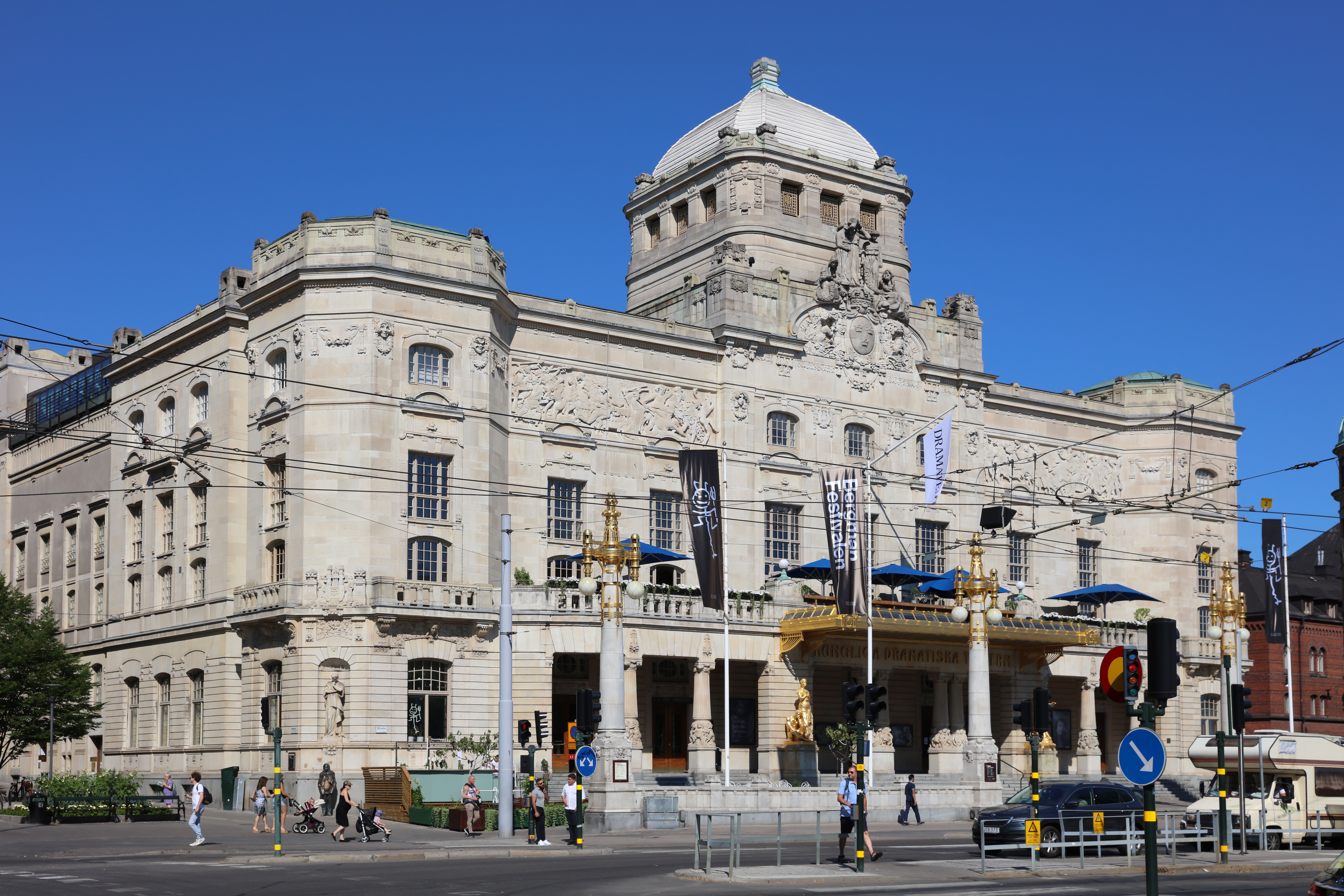
瑞典皇家劇院

瑞典皇家劇院（瑞典語：Kungliga Dramatiska Teatern or Dramaten）是瑞典斯德哥尔摩新桥广场（Nybroplan）的國立劇院，成立於1788年，在1908年搬入現址。現在瑞典皇家劇院共有八個舞台。許多知名演員，如葛麗泰·嘉寶都曾在瑞典皇家劇院登台演出過。

## 外部連結
- DRAMATEN - The Royal Dramatic Theatre (official website)
- Dramaten's current repertoire.

59°20′00″N 18°04′37″E / 59.33333°N 18.07694°E